# Tiếng Sơ Drá
Tiếng Sơ Drá là một ngôn ngữ thuộc ngữ hệ Nam Á. Hai phương ngữ, Didrah và Modrah, khá khác biệt nhau. Người nói thứ tiếng này được chính phủ Việt Nam chính thức phân loại là người Xơ Đăng.
Tiếng Sơ Drá phân biệt rõ các nguyên âm modal, breathy và creaky.

## Phân bố
Tiếng Sơ Drá (Sdrah, Hdrah) được nói ở huyện Đắk Glei, Kon Rẫy và huyện Kon Plông của tỉnh Kon Tum (Lê Bá Thảo và cộng sự 2014: 175)
Theo Ethnologue, tiếng này được nói ở tây nam Kon Rẫy đến mạn đông huyện Đăk Hà (từ Kon Hring đến Kon Braih).